# اتريدات
اتريدات هي أكبر قرى وتجمعات مقاطعة كوبني الموريتانية من حيث المساحة والسكان، يتبع لها عدة أرياف كآرقاقين ونعمة الله وأهل كواد وأهل خطري وأگيل وغيرهم كثير، وفي مركزها ما يزيد على 4 ألاف نسمة وقد بلغت نسبة الناخبين المسجلين في انتخابات 2023 ما يناهز 1600 ناخب، وهي تابعة إداريا لبلدية تيمزين التابعة هي الأخرى لمقاطعة كوبني، ولاية الحوض الغربي موريتانيا.

## الموقع
يقع تجمع قرى اتريدات على بعد 20 كلم من كوبني وتتبع بلدية تيمزين التابعة لمقاطعة كويني بولاية الحوض الغربي، ويبلغ عدد سكانها نحو 6000 نسمة موزعين في الواقع على قريتين مترابطتين، غير ان هذا العدد أخذ يتناقص خلال السنوات الأخيرة بسبب هجرة اهالي القرية.

## الخدمات
تعد الزراعة وتربية الماشية هي المصدر الرئيسي للدخل للمواطنين في اتريدات، وعلى الرغم من ذلك فإن أهالي القرية يعانون من ظوف معيشية قاسية بسبب نقص الخدمات وندرة المياه النظيفة الصالحة للشرب سواء للسكان او لمواشيهم. سعت الحكومة الموريتانية منذ سنوات إلى حل مشكلة نقص مياه الشرب من خلال البدء في تنفيذ مشروع أظهر، غير أن المشروع واجه العديد من الصعوبات وتعثر في العديد من مراحل تنفيذه ولم يتم الانتهاء منه حتى اليوم.